# Confrontos entre Athletico Paranaense e Vasco da Gama no futebol
Athletico Paranaense e Vasco da Gama são dois clubes que disputam um dos clássicos interestaduais entre Rio de Janeiro e Paraná no futebol brasileiro.

## História
Athletico Paranaense e Vasco da Gama tem um histórico de grandes jogos, em especial, pelo fato de ser um confronto com número elevado de gols. O Vasco no histórico do confronto possui grande vantagem, mas nos confrontos em playoff, os times encontram-se equilibrados, com uma eliminação do Vasco a favor do Athletico e duas do Athletico a favor do Vasco.
O confronto carrega também inimizade por conta de dois dirigentes diretamente envolvidos  com os clubes e que eram inimigos declarados, Eurico Miranda (falecido em 2019), e Mário Celso Petraglia, uma inimizade iniciada em função do confronto dos 2 clubes na Copa do Brasil de 1997, em que o clube paranaense se saiu vitorioso com arbitragem polêmica, que seria associada ao Caso Ivens Mendes. 
Este confronto também é lembrado por uma frase dita por Renato Gaúcho, então técnico do Vasco em 2005, quando o clube cruzmaltino perdeu por 7 a 2 e dada a facilidade em fazer gol do time paranaense, afirmou que "até uma grávida faria um gol naquele time".
Os dois clubes também protagonizaram um dos episódios mais lamentáveis dentro do futebol brasileiro que foi a "Pancadaria em Joinville", ocorrido em 2013, que em campo refletiu em uma vitória por 5 a 1 do time paranaense e consequente segundo rebaixamento da equipe carioca.
Também chama a atenção o fato de que a primeira vez que Athletico Paranaense venceu como visitante neste confronto foi somente em 2017, entretanto nesse jogo o Vasco cumpria a punição de jogar fora de sua cidade, então o jogo foi realizado no Raulino de Oliveira em Volta Redonda, tendo o Athletico nunca vencido o Vasco na cidade do Rio de Janeiro, Até então. No Dia 23 de Julho de 2023, o Furação Vence o Vasco por 2x0 (Gols de Christian e Vitor Bueno),válido pela 16ª rodada do Campeonato Brasileiro da Série A de 2023, encerrando assim o Tabu de nunca vencer o Vasco, No Rio De Janeiro.
Em abril de 2018, Petraglia voltou a "botar lenha na fogueira" da rivalidade, ao criticar diversos clubes, incluindo o Vasco, dizendo que "São Januário acabou".
Já a última vez que o Athletico perdeu como mandante foi em 2007, quando o Vasco venceu por 4- 2 pela Copa Sul-Americana. Desde então e até o fim de 2020 ocorreram 15 partidas com o mando rubro-negro, com oito vitórias athleticanas e sete empates.

## Jogos decisivos
| Data       | Time mandante        | Placar    | Time visitante       | Competição         | Fase                             | Notas                                                                                 |
| ---------- | -------------------- | --------- | -------------------- | ------------------ | -------------------------------- | ------------------------------------------------------------------------------------- |
| 03/04/1997 | Atlético Paranaense  | 3–1       | Vasco                | Copa do Brasil     | Oitavas de final                 |                                                                                       |
| 10/04/1997 | Vasco                | 4–3       | Atlético Paranaense  | Copa do Brasil     | Oitavas de final                 | Atlético Paranaense avança para as quartas de final. Vasco é eliminado da competição. |
| 15/08/2007 | Atlético Paranaense  | 2–4       | Vasco                | Copa Sul-Americana | Eliminatória nacional            |                                                                                       |
| 12/09/2007 | Vasco                | 2–0       | Atlético Paranaense  | Copa Sul-Americana | Eliminatória nacional            | Vasco avança para as oitavas de final. Atlético Paranaense é eliminado.               |
| 04/05/2011 | Atlético Paranaense  | 2–2       | Vasco                | Copa do Brasil     | Quartas de final                 |                                                                                       |
| 12/05/2011 | Vasco                | 1–1       | Atlético Paranaense  | Copa do Brasil     | Quartas de final                 | Vasco avança para a semifinal. Atlético Paranaense é eliminado.                       |
| 29/08/2024 | Vasco                | 2–1       | Athletico Paranaense | Copa do Brasil     | Quartas de final (jogo de ida)   |                                                                                       |
| 11/09/2024 | Athletico Paranaense | 2(4)–1(5) | Vasco                | Copa do Brasil     | Quartas de final (jogo de volta) | Vasco avança para a semifinal nos pênaltis. Athletico Paranaense é eliminado.         |

## Maiores públicos
- No Estado do Rio de Janeiro:

1. Vasco da Gama-RJ 2–1 Atlético-PR, 33.516, 31 de outubro 1999, Campeonato Brasileiro, Estádio de São Januário.[17]